# Sooners

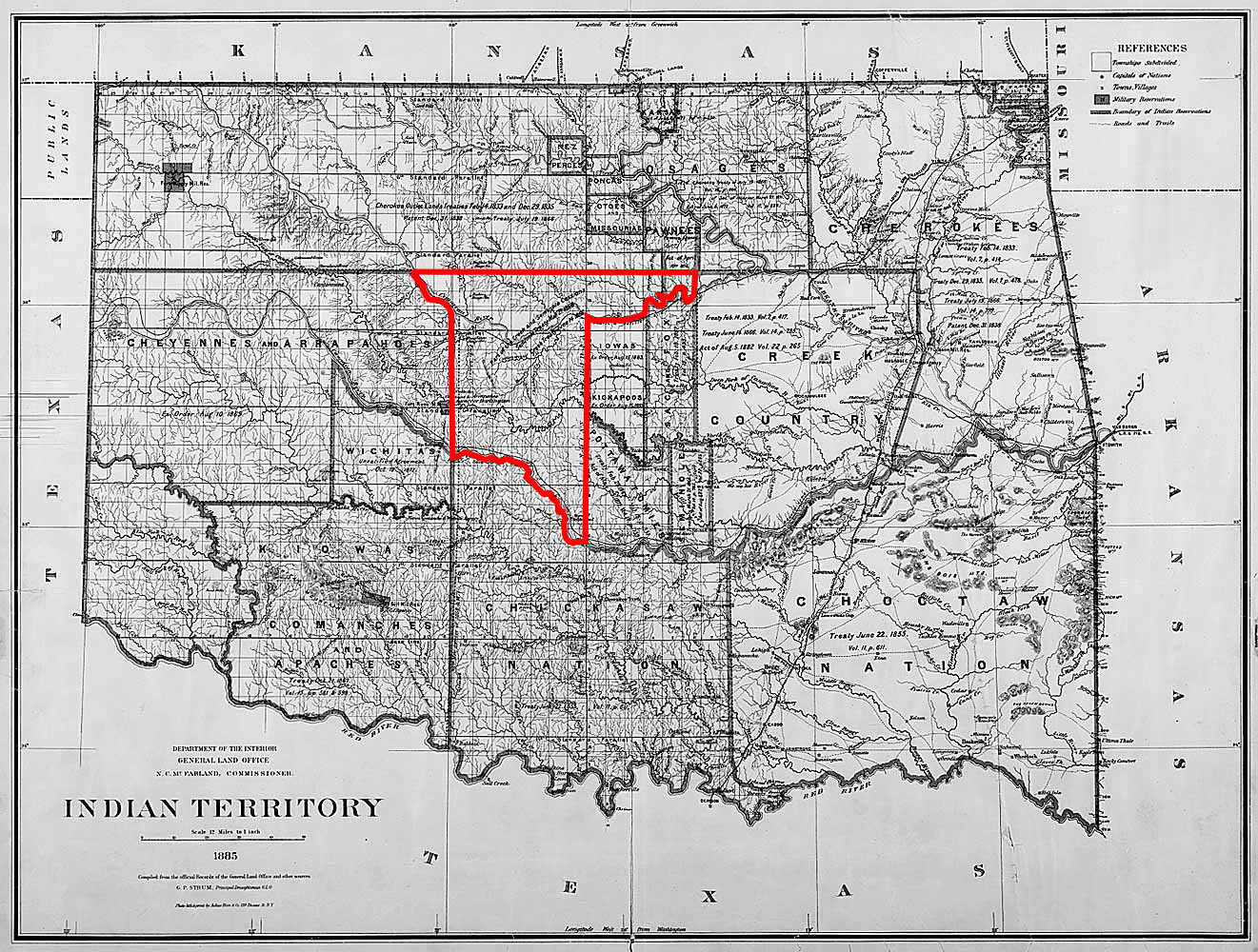
Tierras No-Asignadas de Oklahoma, 1885

Los sooners (pronunciación en inglés: /ˈsunɚ/; 'tempraneros', 'pioneros') es el nombre que se le da a los colonos que ilícitamente ingresaron a las Tierras No-Asignadas del actual estado de Oklahoma antes del inicio oficial del Land Rush de 1889. El presidente Benjamin Harrison proclamó las Tierras No-Asignadas abiertas al asentamiento el 22 de abril de 1889. Mientras, los colonos se agrupaban alrededor de las fronteras del Distrito de Oklahoma esperando la apertura oficial. No fue hasta el mediodía de ese día que se abrió oficialmente al asentamiento. El nombre se deriva de la sooner clause ('cláusula más temprana') de la Proclamación 288 - Apertura al asentamiento de ciertas tierras en el territorio indio, que establece que cualquier persona que hubiese ingresado y ocupado las tierras antes de la hora de apertura se le negaría el derecho a reclamar tierras.
Según la Enciclopedia de Historia y Cultura de Oklahoma, la designación sooner tenía inicialmente una connotación negativa. Sin embargo, perdió esta característica peyorativa cuando Oklahoma se formó como estado y la mayoría de sus habitantes ya no la consideran negativa. En 1908, el equipo de fútbol de la Universidad de Oklahoma adoptó el sobrenombre de Sooners. El estado estadounidense de Oklahoma ha sido conocido popularmente como Sooner State ('Estado tempranero') desde los años 1920.

## Características
Los sooners fueron en su mayoría alguaciles adjuntos, agrimensores, empleados de ferrocarriles y otros que pudieron ingresar legalmente al territorio en un primer lugar. Los sooners que cruzaban ilegalmente el territorio por la noche se llamaban originalmente moonshiners, porque entraron «a la luz de la luna» (moonshine). Estos sooners se escondían en zanjas por la noche para aparecer reclamando tierras el día que comenzaba el Land Run (reparto de tierras).

## Relación con los boomers
En Oklahoma, el término boomers se refiere a los colonos blancos que formaban parte del Boomer Movement, quienes creían que las Tierras No-Asignadas eran propiedad pública y estaban abiertas a cualquier persona para asentarse, no solo a las tribus nativas americanas. Su razonamiento provino de una cláusula en la Ley de Asentamientos Rurales de 1862, que decía que cualquier colono podía reclamar 160 acres (0,6 km²) de suelo público. Algunos boomers entraron y fueron desalojados en más de una ocasión por el Ejército.
Aquellos que realmente esperaron al inicio oficial del Land Run y comenzaron la pugna por las tierras libres respetando la ley se encontraron al ingresar a Oklahoma secciones de tierra ya ocupadas por sooners o, en algunos casos, por boomers. Los problemas con los sooners continuaron con cada sucesión de tierras; en un reparto de tierras de 1895, los sooners se llegaron a apoderar hasta de la mitad de las tierras disponibles. El litigio entre los participantes legítimos de la tierra y los sooners continuó hasta bien entrado el siglo XX y el Departamento del Interior de los Estados Unidos se vio obligado a actuar como máxima autoridad para resolver las disputas.

## Deportes
En 1908, la Universidad de Oklahoma adoptó Sooners como apodo oficial de su equipo de fútbol, tras haber desestimado Rough Riders y Boomers. Con el tiempo, el estado de Oklahoma se hizo conocido como Sooner State. La canción de lucha de la escuela se llama Boomer Sooner, y la mascota de la escuela es una réplica de un carro o vagón del siglo XIX, llamado Sooner Schooner. Cuando el equipo de fútbol americano de la universidad estatal marca, la Sooner Schooner es arrastrada por el campo por un par de ponis llamados Boomer y Sooner. Hay un par de mascotas disfrazadas también llamadas Boomer y Sooner.